# Marko Vujić
Marko Vujić (* 12. Februar 1984 in Zenica, SFR Jugoslawien) ist ein ehemaliger österreichischer Fußballspieler bosnisch-herzegowinischer Abstammung.

## Karriere
Vujić begann seine Karriere in den Jugendmannschaften des SV Scharnstein und bei Grün-Weiß Micheldorf in Oberösterreich. Mit 14 Jahren wechselte er in die Akademie des LASK und wurde mit 16 Jahren durch einen Kreuzbandriss in seiner Entwicklung zurückgeworfen. Zu diesem Zeitpunkt soll der mehrfache Nachwuchsnationalspieler bereits rund 40 Länderspieleinsätze absolviert haben. Zu dieser Zeit stand er knapp vor einem Wechsel in den Nachwuchsbereich des FC Bayern München, blieb jedoch aufgrund seiner Schulausbildung und der Kreuzbandoperation mit nachfolgenden Rehabilitation doch in Oberösterreich.
In der Saison 2001/02 schaffte er den Sprung in die Profimannschaft des LASK in der zweitklassigen Ersten Liga, in der er auch einige Einsätze verbuchen konnte. 2003 wechselte er zum Stadtrivalen FC Blau-Weiß Linz und zog sich hier – mittlerweile 20 Jahre alt – neuerlich einen Kreuzbandriss zu. In der Sommerpause vor der Saison 2004/05 unterschrieb Vujić einen Einjahresvertrag beim belgischen Erstligisten KV Mechelen, brachte es hier jedoch zu keinen Einsätzen. Er kehrte daraufhin nach Österreich zurück und spielte 2005 kurzfristig bei den Amateuren des ASKÖ Pasching, die zu dieser Zeit in einer Spielgemeinschaft (SPG) mit dem SK St. Magdalena in Erscheinung traten. Im gleichen Jahr wechselte er wieder und ging zum SC Schwanenstadt in die zweitklassige Erste Liga. 2006 kam er schließlich zu den Red Bull Juniors. Der gebürtige Bosnier kam in der Meistersaison 2006/07 in der ersten Mannschaft des FC Red Bull Salzburg zum Einsatz, was ihn somit zu einem österreichischen Fußballmeister macht.
2009 verließ er Salzburg und wechselte zu Egaleo AO Athen in die Beta Ethniki, der zweithöchsten griechischen Spielklasse. Am 9. Februar 2010 gab der Linzer ASK die Verpflichtung von Marko Vujić bekannt. Insgesamt spielte er nach der Rückkehr aus Athen drei Mal für den LASK. Am 12. Mai 2010 gab der LASK bekannt, den Vertrag des gebürtigen Jugoslawen für die kommende Saison nicht mehr zu verlängern.
Am 1. Juli 2010 wechselte er zum SV Austria Salzburg, wo er die Möglichkeit bekam die Prioritäten anders zu setzen. Neben seiner Spielerkarriere und seinem Studium wurde er in dieser Zeit auch Teilhaber einer Sportmanagement-Agentur. Bei den Salzburgern wurde er insgesamt dreimal in Folge Torschützenkönig der drittklassigen Regionalliga West.
Am 6. Juni 2014 beendete er seine Karriere bei den Salzburgern, um am Ende noch eine Spielzeit in der Bezirksliga bei der Union Mondsee anzuhängen.

## Erfolge
- 1 × Meister Regionalliga West mit den Red Bull Juniors Salzburg: 2006/07